# Jean-Baptiste Annibal Aubert du Bayet
Jean Baptiste Annibal Aubert du Bayet (Baton Rouge, 19 agosto 1757 – Costantinopoli, 7 dicembre 1797) è stato un politico e generale francese attivo durante il periodo della rivoluzione.

## Biografia
Figlio di un capitano di fanteria, partecipò nel 1775, ad appena 18 anni, alla Guerra d'indipendenza americana in qualità di sottotenente.
Nel 1791 venne eletto deputato dei dipartimenti di Isère e presidente dell'Assemblea Nazionale Costituente. Partecipò all'Assedio di Magonza (1793) e difese la città al fianco del generale Kléber prima di capitolare, cosa che poi lo portò all'arresto durante il Terrore.
Liberato dal Direttorio, fu nominato comandante in capo dell'esercito delle coste di Cherbourg. L'8 febbraio 1796 lasciò il ministero della guerra, che aveva ottenuto l'anno precedente in seguito alle dimissioni di Jean-Baptiste Bouchotte. Divenne ambasciatore di Costantinopoli, dove s'impegnò per ricreare le relazioni diplomatiche tra la Francia e la Turchia e dove morì.